# Cryptocarya revoluta
Cryptocarya revoluta är en lagerväxtart som beskrevs av Van der Werff. Cryptocarya revoluta ingår i släktet Cryptocarya och familjen lagerväxter. Inga underarter finns listade i Catalogue of Life.